# Jules Hedeman
Jules Hedeman, né à Almelo le 22 octobre 1869, mort à Verdun le 8 juin 1916, est un journaliste français. 

## Biographie
Journaliste français et hollandais, il a travaillé pour les journaux Le Matin et Le Siècle à Londres.  
En août 1914, il est engagé dans le 19e régiment d'infanterie territoriale, puis dans le 90e régiment d'infanterie territoriale. Le novembre 1915, il rejoint à 321e régiment d'infanterie. Le 8 juin 1916, il est tué durant la bataille de Verdun, proche de Fort de Vaux, dans la commune de Damloup. 
Sa mort est reliée dans les colonnes de nombreux journaux néerlandais et internationaux, dont le New York Times.